# Progressieve Werknemers Organisatie
De Progressieve Werknemers Organisatie is een Surinaamse federatie van vakbonden waar voornamelijk bonden voor winkelpersoneel, verplegend personeel en bouwvakkers bij zijn aangesloten.
De Progressieve Werknemers Organisatie (PWO) werd op 16 februari 1948 opgericht door de Nederlandse pater Jozef Weidmann, die ook jarenlang als voorzitter optrad. De vakbond was in de beginjaren sterk gelieerd aan de Progressieve Surinaamse Volkspartij, die eveneens door Weidmann was opgericht. Aanvankelijk had de PWO een sterk katholieke inslag, die later meer algemeen theïstisch werd. Bij de oprichting van de moederbond in 1952 en later C-47 in 1970 gingen een aantal bij de CPO aangesloten bonden over naar deze nieuwe vakbondsfederaties, wat leidde tot spanningen. Deze werden tijdens een bezoek van een delegatie van Nederlandse vakbondsbestuurders in 1970 gladgestreken.